# Archichlora epicydra
Archichlora epicydra är en fjärilsart som beskrevs av Louis Beethoven Prout 1938. Archichlora epicydra ingår i släktet Archichlora och familjen mätare. Inga underarter finns listade i Catalogue of Life.